# Richardménil
Richardménil là một xã thuộc tỉnh Meurthe-et-Moselle trong vùng Grand Est đông bắc Pháp, gần Nancy. Xã nằm ở khu vực có độ cao trung bình 259 m trên mực nước biển.